# Christmas Tree (레이디 가가의 노래)
Christmas Tree는 미국의 가수 레이디 가가의 디지털 싱글이다. 2008년 12월 16일에 인터스코프 레코드에서 발매하였다.

## 곡 목록
- Digital download[1]

1. "Christmas Tree" (featuring Space Cowboy) – 2:22